# Nicolas Anelka
Nicolas Sébastien Anelka (Le Chesnay, 14 de marzo de 1979) es un exfutbolista francés. Actualmente se encuentra retirado y su último equipo fue el Mumbai City Football Club de la Hero Indian Super League en el año 2015. Netflix le dedicó un documental titulado "El Incomprendido".
Inició su carrera en el París Saint-Germain, desde donde se trasladó al Arsenal inglés. Pronto se convirtió en uno de los habituales del equipo, imponiéndose un año después en el PFA Young Player of the Year Award. En 1999 el Real Madrid lo contrató tras abonar 33 millones de euros; no obstante, tras una temporada discreta volvió al París Saint-Germain a cambio de 33 millones. Aunque era titular indiscutible en el equipo de París fue cedido al Liverpool en enero de 2002. Tras terminar la temporada, el Manchester City lo fichó a cambio de 20 millones. En la temporada 2002-03 Anelka es fichado por el recién ascendido Manchester City.
Después de tres temporadas en Mánchester se trasladó al Fenerbahçe una temporada antes de volver a Inglaterra donde se unió al Bolton Wanderers, en virtud de acuerdos de 7 y 11 millones respectivamente. En enero de 2008 lo fichó el Chelsea a cambio de 21 millones.
El 12 de diciembre de 2011 el Chelsea anuncia el pase de Anelka al equipo chino del Shanghái Shenhua, el que se hace efectivo a partir del 1 de enero de 2012.
En enero de 2013 llega cedido a la Juventus de Italia hasta el final de temporada.
Ha disputado numerosos encuentros a nivel internacional. Con el combinado francés se ha impuesto en una Eurocopa en 2000 y en una Copa FIFA Confederaciones en 2001. Sus discretos resultados a nivel de clubes limitaron sus actuaciones en encuentros internacionales, aunque volvió a ser convocado en la Eurocopa 2008.
En 2008, los importes de sus numerosos traspasos sumaban 124 millones de euros, la mayor cantidad generada por un futbolista en el mundo hasta aquel momento.

## Infancia
Nicolas nació el 14 de marzo de 1979 en el Hospital André Mignot de Versalles. Sus padres, Marguerite y Jean-Philippe –que son martiniqueños–, se trasladaron a Francia en 1984. Además, tiene dos hermanos mayores, Claude y Didier, a menudo criticados a causa del asesoramiento que brindan al futbolista.
Creció en Trappes (Yvelines), donde empezó a interesarse en numerosos deportes como el tenis, el atletismo, y el fútbol, que practicaba en la plaza de Nuit-Étoilée, en la calle Moulin de la Galette o en Champ de Blé. En 1986 firmó un contrato con el FC Trappes-St Quentin, equipo en el que se desempeñaría desde los siete hasta los catorce años. En su etapa como alevín empezó a disputar encuentros como delantero centro, demarcación donde daba muestra de su notable velocidad. Con trece años se trasladó al INF Clairefontaine. A los 16 años se convierte al islam, tomando el nombre musulmán de Abdul-Salam Bilal

## Trayectoria

### INF Clairefontaine
Thierry Henry también se formó en Clairefontaine, donde Anelka coincidió con David Trezeguet, Philippe Christanval, Louis Saha y Alioune Touré. Cuando el delantero habla de esta época, durante la que creció enormemente a nivel técnico, afirma que fue realmente entonces cuando se dio cuenta de que iba a convertirse en profesional.

### París Saint-Germain F. C.
En su etapa de formación en el INF firmó un contrato con el París Saint-Germain en 1995; a fin de compatibilizar esto, el delantero se entrenaba semanalmente en el INF y disputaba encuentros con el París Saint-Germain durante los fines de semana. El 7 de febrero de 1996 –cuando sólo contaba con 16 años– disputó su primer encuentro como profesional en Mónaco a las órdenes de Luis Fernández.
Tras la salida de Fernández y el contrato de Ricardo como nuevo técnico, Anelka decidió marcharse al Arsenal inglés, que le contrato el 14 de febrero de 1997.

### Arsenal F. C.
Con 17 años el delantero iniciaba una nueva etapa en el Arsenal de la Premier League, que cerró el traspaso en una cifra en torno a 760 000 euros. Comenzó a anotar con su nuevo club en la victoria de su equipo (3-2) ante el Manchester United. Aunque en la temporada 1996-97 Arsène Wenger le dio escasas oportunidades, se convirtió en titular en la temporada 1997-98 tras la lesión de Ian Wright, futbolista clave en el doblete del Arsenal, anotó ante el Newcastle United en la final de la FA Cup.
En la temporada 1998-99 anotó más de 20 goles y se impuso en las votaciones del PFA Young Player of the Year; no obstante, el Arsenal no fue capaz de defender el título de Liga y cayó en la Fase de grupos de la Liga de Campeones de la UEFA. Al término de la temporada Anelka demandó un aumento de salario y comenzó a rumorearse en torno a su futuro; como consecuencia de ello y de su actitud, los aficionados comenzaron a referirse a él como «le sulk» ('el malhumorado'). En total, anotó 28 tantos en 90 encuentros con la camiseta del Arsenal.

### Real Madrid C. F.
Fue transferido al Real Madrid en el verano de 1999. Tuvo una temporada muy discreta en la capital española, además de no llevarse bien ni con los aficionados, ni con los compañeros, ni con Vicente del Bosque, e incluso recibió una suspensión de 45 días tras negarse a entrenar. En los últimos encuentros de la temporada recobró la titularidad y anotó tantos vitales en las semifinales –ante el Bayern Múnich– de la Liga de Campeones de la UEFA 1999-00; además fue titular en la final. Al término del año el conjunto merengue lo declaró como transferible.

### París Saint-Germain, cesión al Liverpool, y Manchester City
El París Saint-Germain «repescó» a su exfutbolista tras desembolsar 33 millones de euros. Un año y medio después, en enero de 2002, será cedido al Liverpool inglés, en el que estuvo hasta el final de la temporada. Allí contribuyó a que el equipo alcanzara el subcampeonato, anotando ante el Everton, el Fulham, el Blackburn Rovers, el Ipswich Town, y en la final de la FA Cup ante el Birmingham City. No obstante, Gérard Houllier decidió contratar a El Hadji Diouf en detrimento del ariete, que volvió a Francia tras expirar el acuerdo. Ese mismo año fue incluido en la lista que elaboraba el Liverpool: 100 Players Who Shook The Kop.

Finalizada la temporada el Manchester City lo ficharía a cambio de 20 millones de euros. Ha sido en este equipo donde el delantero francés ha tenido el mayor rendimiento de su carrera deportiva, ya que en las temporadas 2002-03 y 2003-04 anotó 36 tantos entre Premier League y Copa de la UEFA. A pesar de su indiscutida titularidad en el club mancuniano, en la temporada 2004-05 el Fenerbahçe de Turquía se hizo con sus servicios a cambio de 11 millones de euros.

### Fenerbahçe S. K.
En Turquía, el francés anotó 14 tantos en 39 encuentros, contribuyendo a que su equipo alcanzara el campeonato de liga. Su rendimiento hizo que en el mercado invernal el Newcastle United –sin delanteros tras las lesiones de Michael Owen y Luque– tratara de hacerse con sus servicios. Finalmente se quedó en el equipo turco, con el que disputó la Liga de Campeones de la UEFA.
En el verano de 2006 volverían a vincularle con el fútbol inglés. Harry Redknapp, mánager del Portsmouth, manifestó que estaban dispuestos a abonar 8,2 millones de libras con el fin de traerle a Fratton Park, o, en su defecto, alcanzar un acuerdo de cesión.

### Bolton Wanderers F. C.
Finalmente, acabó recalando en el Bolton Wanderers, que lo contrató a cambio de 12 millones de euros. Debutó con su nuevo club en la temporada 2006-07 ante el Watford y finalizó el año como máximo anotador del equipo con 11 goles.
En enero de 2007 se rumoreó que el delantero francés abandonaría el Bolton Wanderers y volvería al Arsenal. No obstante, Anelka decidió continuar en el Bolton Wanderers tras una conversación con Sammy Lee. Iniciada la temporada y en vista de los malos resultados, afirmó que reconsideraría la situación de continuar así la marcha del equipo. El 30 de agosto renovó su contrato, que expiraba en 2011.

### Chelsea

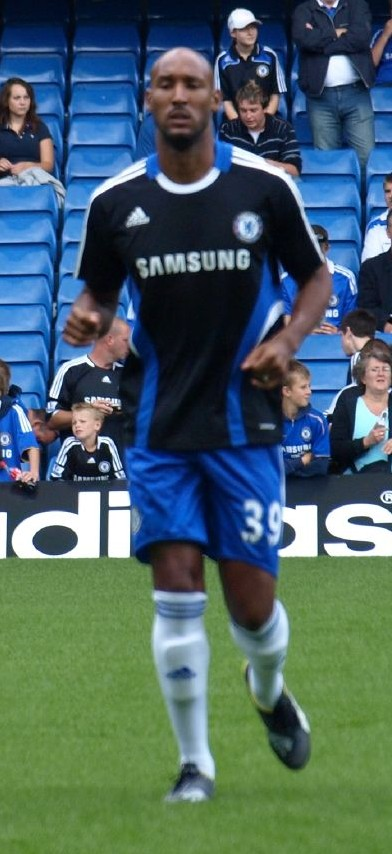
Nicolas Anelka.

#### 2007-2008
El 11 de enero de 2008 se unió a la disciplina del Chelsea después de que el equipo londinense abonara 21 millones de euros al Bolton. El 12 de enero debutó ante el Tottenham Hotspur, y dos semanas más tarde anotó ante el Wigan Athletic, en un encuentro correspondiente a la FA Cup. El 2 de febrero anotó su único tanto en liga ante el Portsmouth.

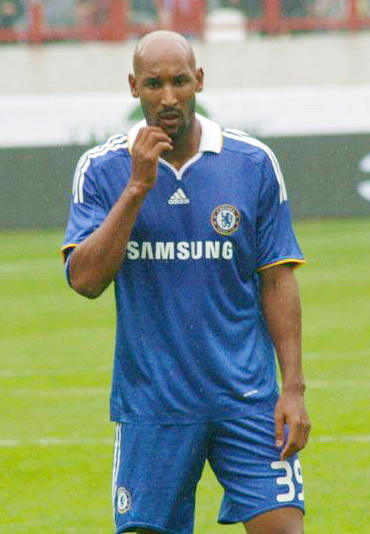
Anelka en un partido con el Chelsea en 2008.

En la final de la Liga de Campeones 2007-08 –que concluyó 1-1 y se resolvió en los penales– Edwin van der Sar detuvo el lanzamiento del francés, con lo que el Manchester United se alzó con el título. El 3 de agosto de 2008 anotó cuatro tantos en un amistoso ante el Milan que terminó 5-0.

#### 2008-2009
Con Didier Drogba lesionado, el delantero tuvo un inicio de temporada espectacular. En total marcó 25 tantos, 19 en la Premier, con lo que se convirtió en el máximo anotador de la competición y en el único futbolista francés en anotar 10 tantos. El 1 de noviembre de 2008 anotó un triplete ante el Sunderland (5-0), dos tantos ante el Blackburn Rovers y otros dos más ante el West Bromwich Albion. Este excelente rendimiento hizo que el francés mantuviera la titularidad una vez reincorporado el delantero marfileño. Tras el despido de Luiz Felipe Scolari el 9 de febrero de 2009, la entidad londinense contrató a Guus Hiddink, que decidió reubicar a Anelka como extremo. Anotó otro triplete en la victoria de su equipo (3-1) ante el Watford en la FA Cup. El 10 de mayo anotó un tanto ante el Arsenal, que consumó su mayor derrota (4-1) en 38 años. Un tanto en el último encuentro de la Premier ante el Sunderland le convirtió en el máximo anotador de la temporada en Inglaterra con 19 tantos en total.

#### 2009-2010
Comenzó la temporada anotando en la victoria de su equipo ante el Fulham (0-2) en Craven Cottage. Una semana después marcó de nuevo en el encuentro ante el Burnley, al que los blues se impusieron 3-0. En el inicio de la Champions anotó el único tanto del encuentro entre su equipo y el Porto. De nuevo en Champions, anotó un espectacular tanto que lideró la victoria de su equipo por 1 a 0 ante el APOEL Nicosia de Chipre. Marcó su quinto tanto de la temporada en la victoria (2-0) de su equipo ante el Liverpool.
Anelka obtuvo el título de Premier League con el Chelsea el 9 de mayo de 2010, tras haber derrotado por 8 a 0 al Wigan Athletic, marcando goles en el minuto 5' y 57', derrotando por un punto de diferencia al Manchester United.

#### 2010-2011
En esta temporada, Anelka jugó 46 partidos (38 de ellos como titular) y anotó 16 goles.

#### 2011-2012
Esta temporada fue en la que menos jugó Anelka desde que estaba en el club británico. Solamente disputó 15 encuentros (6 de titular), ya que Fernando Torres le ganó el mano a mano en la titularidad. Solo convirtió un gol.

### Shanghái Shenhua

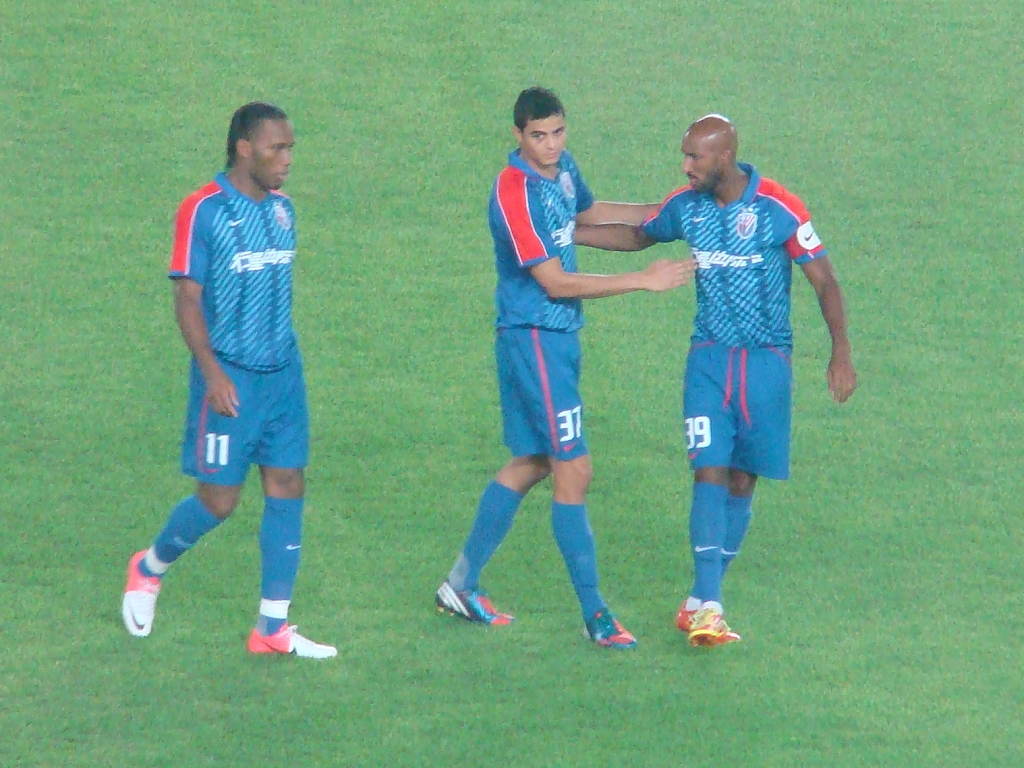
Drogba, Moreno y Anelka en un partido del Shanghái Shenhua

Aprovechando que no jugaba mucho y que se le vencía el contrato, Anelka decidió quedar como agente libre y fichar con el Shanghái Shenhua de China en enero de 2012 por un contrato de dos años y un salario de 234 000 euros semanales. En el club chino disputó 9 partidos y convirtió 2 goles. Además, era el capitán del equipo.
Marcó su primer tanto en el conjunto chino en su primer partido, en la derrota 3-2 ante el Beijing Guoan, empató el partido 2 a 2 pero luego el rival terminó ganando el partido.

### Juventus de Turín
En la temporada 2012-13, fichó por la Juventus. El 12 de febrero de 2013 hizo su debut contra el Celtic de Escocia, aunque ya había estado en el banco en más ocasiones. Terminaría jugando solo 3 partidos con el equipo italiano

### West Bromwich Albion
Tras quedar como agente libre al finalizar la temporada 2012/2013 Anelka ficha por el West Bromwich, siendo su sexto equipo en la Premier League, su duodécimo traspaso y decimoprimer equipo.

## Selección nacional

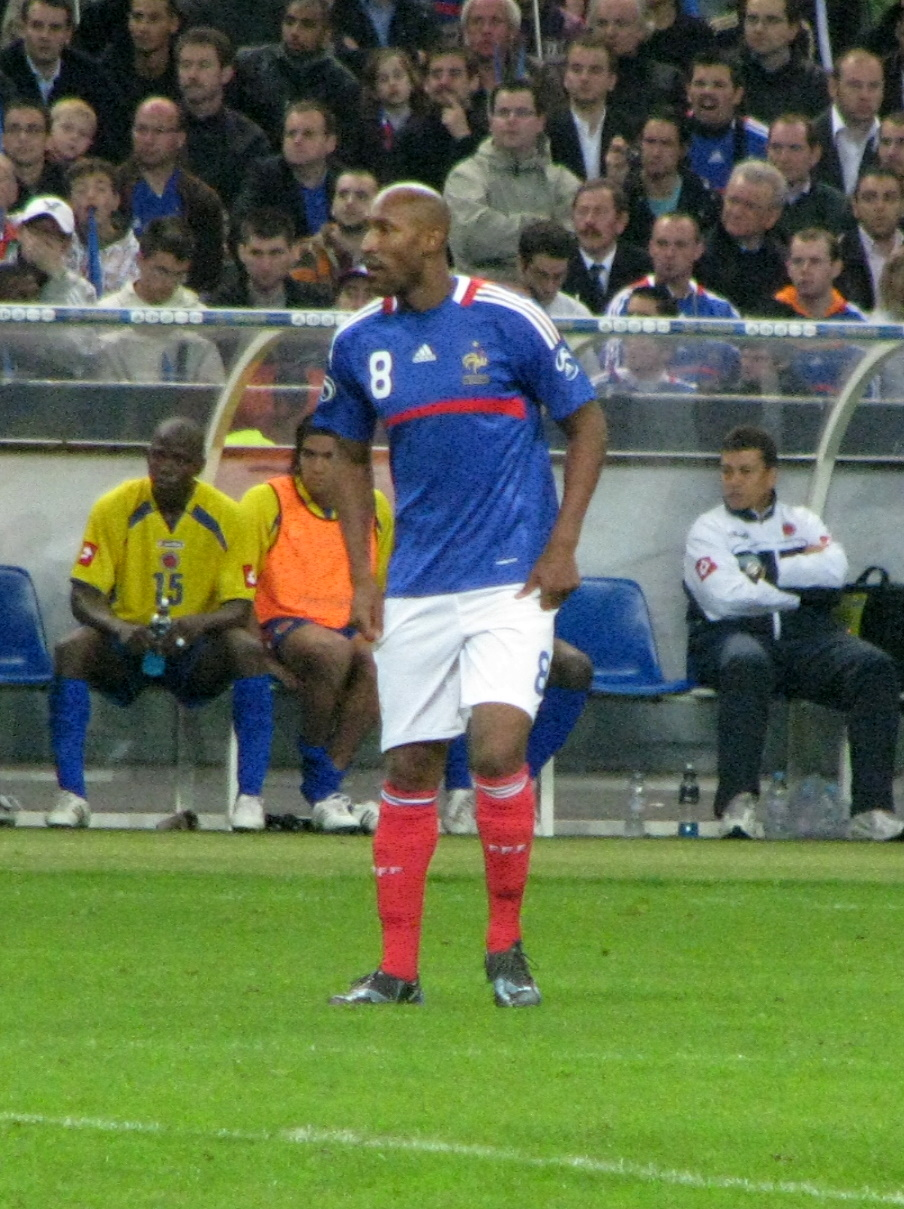
Anelka disputando un partido amistoso frente a Colombia en 2008

En 1997 disputó la Copa Mundial de Fútbol Juvenil con el combinado sub-20 de Francia. El 22 de abril de 1998 debutó con la selección absoluta en un encuentro ante Suecia, y dos años más tarde debutó en una competición importante durante la disputa de la Eurocopa, en la que acabarían imponiéndose los franceses. En 2001 disputó la Copa Confederaciones, en la que los franceses vencieron a Japón en la final (1-0). Aunque los resultados de Francia con Anelka en el equipo resultaron espectaculares, dejó de ser convocado entre 2001 y 2007 a causa de los numerosos traspasos en los que se vio envuelto, que le impidieron tener continuidad en un club de máximo nivel. Cuando el delantero Djibril Cissé se retiró del Mundial de 2006 a causa de una lesión, el seleccionador francés convocó a Sidney Govou –delantero del Olympique de Lyon– en vez de Anelka, quien calificó la decisión como una «verdadera vergüenza... Estaba totalmente disponible y listo para disputar el Mundial. Creo que podría haber ayudado a Francia».
El 24 de marzo de 2007 retornó al equipo nacional en un encuentro clasificatorio de la Eurocopa 2008 ante Lituania, anotando el único tanto del encuentro. Tras esta actuación el seleccionador Raymond Domenech declaró «Éste es el Nicolás que quiero ver... cuando muestra estas cualidades, es un claro candidato a la titularidad». El 2 de junio de 2007 anotaría de nuevo ante Ucrania (2-0). Su rendimiento en el Chelsea le ha válido convertirse en el delantero titular de Francia, compartiendo demarcación con Thierry Henry.
En la Eurocopa de 2008 –disputada entre Austria y Suiza– empezó como titular indiscutible del combinado francés. En el primer encuentro de la competición ante Rumanía acabó siendo sustituido en el minuto 72. En los otros dos encuentros ante Países Bajos e Italia no fue titular, sino que entró desde el banquillo en ambos lances.

### Mundial 2010, expulsión y crisis institucional
En la Copa Mundial de Fútbol de 2010, el diario L'Équipe publicó que Anelka tuvo un fuerte enfrentamiento con el seleccionador Raymond Domenech en el descanso del partido en el cual Francia fue derrotada por 2-0 ante México. Domenech reprochó su posición en el esquema del equipo, que consideró insuficientemente ofensiva, amenazándolo con sustituirlo, a lo que el jugador respondió: «¡Ocúpate tú sólo de tu equipo de mierda!», por lo que fue sustituido por André-Pierre Gignac. Como consecuencia de este enfrentamiento el jugador fue expulsado de la selección. El escándalo fue tal, que hasta el Presidente de Francia Nicolas Sarkozy llegó a declarar que fue «algo inaceptable».
Las reacciones tras conocer la noticia fueron muy variadas. El propio jugador, tras ser expulsado, negó que insultara al entrenador francés, y el presidente de la Federación Francesa de Fútbol, Jean-Pierre Escalettes, aseguró que sus palabras no fueron dirigidas concretamente a Domenech. Este último, además, en un intento de minimizar la polémica, acusó a la prensa de magnificar el incidente y aseguró que lo único que le reprochaba al jugador era que no se había disculpado cuando le dio la oportunidad. En cuanto al resto de jugadores, Evra y Ribéry hablaron de la presencia de un «traidor» en el vestuario "bleu" que informó a la prensa del asunto, señalando algunos medios como posible chivato al mediocampista Gourcuff. Además, un día después de que Anelka fuera marginado de la selección, los demás jugadores rehusaron entrenar en protesta por su expulsión. Esto, unido a una pelea de Evra con el preparador físico, propició la dimisión del director deportivo de la Federación Francesa, Jean-Louis Valentin. Debido a esta crisis y a la mala imagen dada por Francia, tanto institucional como deportiva, Franck Ribéry declaró que se habían convertido en el «hazmerreír» del Mundial. Después del motín de la plantilla, la ministra de Sanidad y Deportes de Francia, Roselyne Bachelot, hizo un llamamiento a la «responsabilidad y dignidad» y anunció la apertura de una investigación interna. De vuelta en Europa, el Chelsea FC prohibió a Anelka hacer declaración alguna al respecto hasta el 12 de julio, tras la finalización del Mundial. Finalmente, la selección gala cayó eliminada al perder por un marcador de 1-2 contra Sudáfrica, acabando en último lugar del grupo A con sólo 1 punto. Abidal fue el único miembro de la plantilla que se negó a jugar ese partido, después de que Domenech expresara su temor a que algunos jugadores se negaran a jugar tras el motín. Pasada la tempestad, y con Domenech ya fuera del banquillo galo, Anelka le insistó a que confesara que nunca le había dicho las palabras publicadas en L'Équipe (el diario fue demandado por el jugador). Además, le recriminó a su exentrenador que «si quería suicidarse, debería haberlo hecho solo, no con nosotros». Finalmente, fue sancionado y excluido con 18 partidos sin jugar con la selección gala, sin embargo, el jugador ya había declarado anteriormente que se había retirado de la selección francesa.
Las declaraciones de Anelka a Domenech fueron "maneja a tu equipo solo", Domenech reconoce en el documental "Seleccionadores" que Anelka nunca lo insultó, pero esto ocho años después del incidente, comprobando así que el diario L'Equipe efectivamente difamó al jugador. Dicha información aparece en el documental de Netflix Anelka el incomprendido.

#### Participaciones en Copas del Mundo
| Mundial                        | Sede      | Resultado      |
| ------------------------------ | --------- | -------------- |
| Copa Mundial de Fútbol de 2010 | Sudáfrica | Fase de grupos |

#### Participaciones en Copa FIFA Confederaciones
| Copa                           | Sede                  | Resultado |
| ------------------------------ | --------------------- | --------- |
| Copa FIFA Confederaciones 2001 | Corea del Sur y Japón | Campeón   |

#### Participaciones en Eurocopas
| Eurocopa      | Sede                   | Resultado      |
| ------------- | ---------------------- | -------------- |
| Eurocopa 2000 | Bélgica y Países Bajos | Campeón        |
| Eurocopa 2008 | Austria y Suiza        | Fase de grupos |

## Clubes

### Estadísticas
| París Saint-Germain Francia | 1.ª             | 1995-96         | 2   | 0   | 0  | —  | —  | —  | —  | —  | —   | 2   | 0    | 0    | 0,00 |
| París Saint-Germain Francia | 1.ª             | 1996            | 8   | 1   | 1  | 1  | 0  | 0  | 1  | 0  | 0   | 10  | 1    | 1    | 0,10 |
| París Saint-Germain Francia | Total 1.ª etapa | Total 1.ª etapa | 10  | 1   | 1  | 1  | 0  | 0  | 1  | 0  | 0   | 12  | 1    | 1    | 0.08 |
| Arsenal FC Inglaterra | 1.ª             | 1997            | 4   | 0   | 1  | —  | —  | —  | —  | —  | —   | 4   | 0    | 1    | 0,00 |
| Arsenal FC Inglaterra | 1.ª             | 1997-98         | 26  | 6   | 6  | 12 | 3  | 1  | 2  | 0  | 0   | 40  | 9    | 7    | 0,23 |
| Arsenal FC Inglaterra | 1.ª             | 1998-99         | 35  | 17  | 5  | 6  | 1  | 1  | 5  | 1  | 0   | 46  | 19   | 6    | 0,41 |
| Arsenal FC Inglaterra | Total club      | Total club      | 65  | 23  | 12 | 18 | 4  | 2  | 7  | 1  | 0   | 90  | 28   | 14   | 0,31 |
| Real Madrid · España | 1.ª             | 1999-00         | 19  | 2   | 5  | 1  | 0  | 0  | 12 | 5  | 1   | 32  | 7    | 6    | 0,22 |
| París Saint-Germain Francia | 1.ª             | 2000-01         | 27  | 8   | 4  | 1  | 0  | 0  | 9  | 5  | 1   | 37  | 13   | 5    | 0,25 |
| París Saint-Germain Francia | 1.ª             | 2001            | 12  | 2   | 1  | 1  | 0  | 0  | 7  | 3  | 1   | 20  | 5    | 2    | 0.25 |
| París Saint-Germain Francia | Total 2.ª etapa | Total 2.ª etapa | 39  | 10  | 5  | 2  | 0  | 0  | 16 | 8  | 2   | 57  | 18   | 7    | 0.32 |
| París Saint-Germain Francia | Total club      | Total club      | 49  | 11  | 6  | 3  | 0  | 0  | 17 | 8  | 2   | 69  | 19   | 8    | 0.28 |
| Liverpool FC Inglaterra | 1.ª             | 2002            | 20  | 4   | 2  | 2  | 1  | 1  | —  | —  | —   | 22  | 5    | 3    | 0,23 |
| Manchester City Inglaterra | 1.ª             | 2002-03         | 38  | 14  | 7  | 3  | 0  | 0  | —  | —  | —   | 41  | 14   | 7    | 0,34 |
| Manchester City Inglaterra | 1.ª             | 2003-04         | 32  | 16  | 7  | 6  | 4  | 0  | 5  | 4  | 0   | 43  | 24   | 7    | 0,56 |
| Manchester City Inglaterra | 1.ª             | 2004            | 19  | 7   | 2  | —  | —  | —  | —  | —  | —   | 18  | 7    | 2    | 0,39 |
| Manchester City Inglaterra | Total club      | Total club      | 89  | 37  | 16 | 9  | 4  | 0  | 5  | 4  | 0   | 103 | 45   | 16   | 0,44 |
| Fenerbahçe SK Turquía | 1.ª             | 2005            | 14  | 4   | 3  | 2  | 0  | 0  | 2  | 0  | 0   | 18  | 4    | 3    | 0,22 |
| Fenerbahçe SK Turquía | 1.ª             | 2005-06         | 25  | 10  | 6  | 6  | 2  | 3  | 6  | 0  | 2   | 37  | 12   | 11   | 0,32 |
| Fenerbahçe SK Turquía | 1.ª             | 2006            | —   | —   | —  | —  | —  | —  | 2  | 0  | 1   | 2   | 0    | 1    | 0,00 |
| Fenerbahçe SK Turquía | Total club      | Total club      | 39  | 14  | 9  | 8  | 2  | 3  | 10 | 0  | 3   | 57  | 16   | 15   | 0,28 |
| Bolton Wanderers Inglaterra | 1.ª             | 2006-07         | 35  | 11  | 6  | 4  | 1  | 0  | —  | —  | —   | 39  | 12   | 6    | 0,31 |
| Bolton Wanderers Inglaterra | 1.ª             | 2007            | 18  | 10  | 3  | —  | —  | —  | 4  | 1  | 0   | 22  | 11   | 3    | 0,50 |
| Bolton Wanderers Inglaterra | Total club      | Total club      | 53  | 21  | 9  | 4  | 1  | 0  | 4  | 1  | 0   | 61  | 23   | 9    | 0,38 |
| Chelsea FC Inglaterra |                 |                 |     |     |    |    |    |    |    |    |     |     |      |      |      |
| 1.ª |                 |                 |     |     |    |    |    |    |    |    |     |     |      |      |      |
| 2008 | 14              | 1               | 5   | 5   | 1  | 1  | 5  | 0  | 1  | 24 | 2   | 7   | 0,08 |      |      |
| 2008-09 | 37              | 19              | 3   | 5   | 4  | 1  | 12 | 2  | 2  | 54 | 25  | 6   | 0,46 |      |      |
| 2009-10 | 33              | 11              | 6   | 5   | 1  | 1  | 7  | 3  | 0  | 45 | 15  | 7   | 0,33 |      |      |
| 2010-11 | 32              | 6               | 4   | 5   | 3  | 1  | 9  | 7  | 1  | 46 | 16  | 6   | 0,35 |      |      |
| 2011 | 9               | 1               | 1   | 1   | 0  | 0  | 4  | 0  | 0  | 14 | 1   | 1   | 0,07 |      |      |
| Total club | Total club      | 125             | 38  | 19  | 21 | 9  | 4  | 37 | 12 | 4  | 183 | 59  | 27   | 0,32 |      |
| Shanghai Shenhua China |                 |                 |     |     |    |    |    |    |    |    |     |     |      |      |      |
| 1.ª | 2012            | 22              | 3   | 6   | 2  | 0  | 0  | —  | —  | —  | 24  | 3   | 6    | 0,13 |      |
| Juventus de Turín · Italia |                 |                 |     |     |    |    |    |    |    |    |     |     |      |      |      |
| 1.ª | 2013            | 2               | 0   | 0   | —  | —  | —  | 1  | 0  | 0  | 3   | 0   | 0    | 0,00 |      |
| West Bromwich Albion Inglaterra |                 |                 |     |     |    |    |    |    |    |    |     |     |      |      |      |
| 1.ª | 2013-14         | 12              | 2   | 0   | —  | —  | —  | —  | —  | —  | 12  | 2   | 0    | 0,17 |      |
| Mumbai City India |                 |                 |     |     |    |    |    |    |    |    |     |     |      |      |      |
| 1.ª |                 |                 |     |     |    |    |    |    |    |    |     |     |      |      |      |
| 2014 | 7               | 2               | 0   | —   | —  | —  | —  | —  | —  | 7  | 2   | 0   | 0,29 |      |      |
| 2015 | 6               | 0               | 0   | —   | —  | —  | —  | —  | —  | 6  | 0   | 0   | 0,00 |      |      |
| Total club | Total club      | 13              | 2   | 0   | 0  | 0  | 0  | 0  | 0  | 0  | 13  | 2   | 0    | 0,15 |      |
| Total carrera | Total carrera   | Total carrera   | 507 | 157 | 80 | 67 | 21 | 5  | 92 | 31 | 7   | 666 | 209  | 92   | 0,31 |
| (1) Incluye datos de la Copa Centenario de la AFA (1993-94); Copa de la Liga de Inglaterra / Community Shield / FA Cup (2003-06); Supercopa de Italia (1999-06); Copa Italia (1996-11). (3) Incluye datos de la Copa Libertadores (1995-96); Liga de Campeones de la UEFA (1997-07); Copa de la UEFA/Liga Europa de la UEFA (1998-09). (3) No incluye goles en partidos amistosos. |                 |                 |     |     |    |    |    |    |    |    |     |     |      |      |      |

## Palmarés

### Copas nacionales
| Título               | Club       | País       | Año     |
| -------------------- | ---------- | ---------- | ------- |
| Premier League       | Arsenal    | Inglaterra | 1997-98 |
| FA Cup               | Arsenal    | Inglaterra | 1997-98 |
| Charity Shield       | Arsenal    | Inglaterra | 1998    |
| Superliga de Turquía | Fenerbahçe | Turquía    | 2004-05 |
| FA Cup               | Chelsea    | Inglaterra | 2008-09 |
| Community Shield     | Chelsea    | Inglaterra | 2009    |
| Premier League       | Chelsea    | Inglaterra | 2009-10 |
| FA Cup               | Chelsea    | Inglaterra | 2009-10 |
| Serie A              | Juventus   | Italia     | 2012-13 |

### Copas internacionales
| Título                       | Club (*)            | Sede                   | Año     |
| ---------------------------- | ------------------- | ---------------------- | ------- |
| Campeonato Sub-18 de la UEFA | Francia Sub-18      | Francia                | 1996    |
| UEFA Champions League        | Real Madrid         | París                  | 1999-00 |
| Eurocopa                     | Francia             | Bélgica y Países Bajos | 2000    |
| Copa Intertoto de la UEFA    | París Saint-Germain | Brescia                | 2001    |
| Copa FIFA Confederaciones    | Francia             | Corea del Sur y Japón  | 2001    |

### Distinciones individuales
| Distinción                                             | Año     |
| ------------------------------------------------------ | ------- |
| Premio PFA al jugador joven del año                    | 1998-99 |
| Premio PFA al equipo del año                           | 1998-99 |
| Máximo goleador de la Copa Mundial de Clubes (3 goles) | 2000    |
| Máximo goleador de la Premier League (20 goles)        | 2008-09 |
| Premio PFA al equipo del año                           | 2008-09 |

| Predecesor: - | Máximo goleador de la Copa Mundial de Clubes 2000 | Sucesores: Peter Crouch Amoroso Álvaro Saborío Mohammed Noor |